# Hawrysziwka (hromada Winnica)
Hawrysziwka (ukr. Гавришівка, hist. pol. Hawryszówka) – wieś na Ukrainie, w obwodzie winnickim, w rejonie winnickim, w hromadzie Winnica. W 2001 liczyła 1712 mieszkańców.